# 마포 멋쟁이
《마포 멋쟁이》는 대한민국의 텔레비전 및 유튜브 예능 프로그램으로 2020년 2월 28일부터 2020년 5월 8일까지 tvN과 유튜브 채널 십오야에서 방영되었다.

## 출연자
- 송민호
- 피오